# ミッキーのドキドキ汽車旅行
『ミッキーのドキドキ汽車旅行』（ミッキーのドキドキきしゃりょうこう、原題：Mr.Mouse Takes a Trip）は1940年制作のアニメーション短編映画。 
ミッキーマウスの短編映画シリーズの一作品である。ミッキーマウスの短編映画シリーズで109作目、当年3作目。

## 公開データ
| 公開日 上映時間 | 1940年（昭和15年） | 11月1日      | アメリカ合衆国 | 7分 |
| サイズ          | カラー             | スタンダード |                |     |

## ストーリー
パモウナに旅行に出かけることになったミッキーと愛犬のプルート。早速汽車に乗り込むが、この汽車はペット禁止だったので車掌のピートに追い出されてしまう。そして、ついに発車時間になってしまい、ミッキーは慌ててプルートをカバンに押し込んで汽車に乗り込む。
なんとか汽車に乗り込んだミッキーはプルートをカバンから出すが、そこへ切符を拝見しに来たピートが現れ再びカバンに押し込む。ミッキーはピートに切符を渡すとピートはそれを改札した。そして、プルートの入ったカバンを棚に投げ込んでしまい、プルートは吠えだす。バレかけたミッキーはプルートの鳴きまねをしてピートをごまかす。「あの犬は置いてきたのかね?」と尋ねるピートに「そうだよ」と答えるミッキー。それを聞いたピートは「自分も猫を飼っていた」と言う。そして、「ニャー」と鳴くとカバンからプルートが飛び出してしまい、ピートに見つかってしまう。
怒ったピートは追いかけ、ミッキーとプルートは寝台車に逃げ込む。ピートは手さぐりに探すがそこにいた女性に痴漢扱いされてしまう。慌てたピートは別の寝室に逃げ込むがそこには変装したミッキーとプルートがいた。ピートは「失礼」と言いながら部屋を出るが、プルートの尻尾が出ていたのでピートはそれをしまってしまう。ところがようやくそれがミッキー達だと気づき二人に殴りかかるが、気がつけば二人はどこにもいなかった。振り向くとそこには車掌の服を着た男がいた。ピートはその男に「チビと犬を見かけなかったか?」と尋ねるとその男は「あっちに行った」と指差し、ピートは「どうも、車掌さん」と礼を言った瞬間、自分が車掌であると気付いた。そして、服からプルートの尻尾が出ていたため、またもや正体がバレてしまう。
ついに怒りが頂点に達したピートは二人を追いかけるが、そこにいたインディアンにぶつかってしまう。ピートが謝罪するとプルートが怒って噛みつく。ピートは再び二人に殴りかかろうとするがそのはずみでプルートが郵便受けに引っかかってしまい、ミッキーは汽車から飛び降りてプルートを助ける。ミッキーが「パモウナはどの辺だ?」と見回すと、そこはなんと目的地のパモウナだった。困難を乗り越えた二人は目的地に着いたことに満足して互いに握手を交わすのだった。

## キャスト
| キャラクター   | 原語版               | 吹き替え版                                   |
| -------------- | -------------------- | -------------------------------------------- |
| ミッキーマウス | ウォルト・ディズニー | 青柳隆志 （プルートの鳴き真似 : 原語版流用） |
| プルート       | リー・ミラー         | リー・ミラー                                 |
| ピート         | ビリー・ブレッチャー | 大平透 （猫の鳴き真似 : 原語版流用）         |

## スタッフ
| 製作       | ウォルト・ディズニー |
| 脚本       | ロイ・ウィリアムズ、ニック・ジョージ、ジョージ・ヒル、ディック・キニー、ハリー・リーヴス、ミルト・シェーファー、フランク・タシュリン |
| 音楽       | オリバー・ウォレス、リー・ハーライン                                                                                                 |
| レイアウト | ジム・カーマイケル、コネクト・ウッド                                                                                                 |
| 背景       | レイ・ハフィン、リチャード・H・トーマス                                                                                              |
| 助監督     | ドン・A・ダックウェル |
| 監督       | クライド・ジェロニミ |
| 制作       | ウォルト・ディズニー・プロダクション                                                                                                 |

## 映像ソフト化
- （日本語、英語）『ミッキーマウス／カラー・エピソード Vol．2 限定保存版』（DVD）ウォルト・ディズニー・ジャパン、2004年9月17日、該当時間: 331分。